# 赵子立
赵子立（1908年—1992年2月1日），字一峰，河南永城人，中华民国高级将领、中華人民共和国政治家。作为国军将领在抗日战争期间表现活跃，第二次国共内战末期投靠中国共产党军队。

## 生平
出生于河南归德府永城县。
18歳時，加入由冯玉祥统帅的西北军,先后在暂编第三师及第三十军服役。
1927年冬，赴南京入中央陸軍軍官学校第6期工兵科。
1929年2月军校毕业，同年5月，任54师郝梦龄部322团3营中尉营副。1930年3月，升任54师参谋处上尉参谋。1930年12月任322团少校团附。1932年6月，任54师军士训练班中校主任。后又在47师上官云相部、57军关麟征部任职。
1934年入陆军大学正则班第14期，翌年升任陸軍工兵少校。

1937年5月，升任陆军工兵中校。

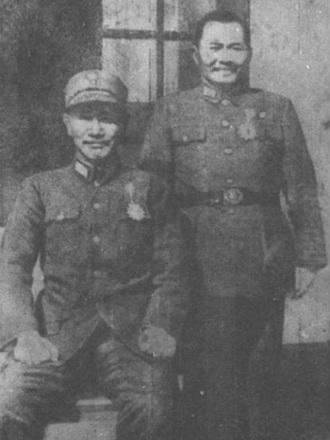
蒋介石与赵子立合影

抗日战争爆发後，担任第52軍的中校連絡参謀，不久升任上校参謀。陆军大学迁到湖南长沙后，赵子立返校继续学业。1938年7月，大学正則班第14期毕业。同年8月，任第1兵团总部少将高級参謀兼作战科長，参加武漢会战及贛北战役。
1939年，任第九战区司令长官部参谋处少将副处长兼作战科科长，后任参谋处处长、参谋长。1940年7月，晋任陆军工兵上校。1943年10月，获三等云麾勛章。
1944年6月，侵华日军攻陷长沙。赵子立被移送至重庆追究战败责任，复经蒋介石批示“免予置议”，被释放后入陸軍大学将官班甲级第一期受训。
1945年1月，陆军大学将官班毕业。1945年2月，任第五战区司令长官部参谋处处长，后升参谋长；10月，获忠勤勛章；12月，任郑州绥靖公署中将参谋长。1946年3月，获四等宝鼎勛章；5月，获胜利勛章；9月，因郑州绥靖公署所属之整编第三师于定陶被解放军歼灭，赵子立被免职。
1947年，任陆军大学兵学研究院中将兵学教官兼乙级将官班主任。1948年，任第5綏靖区副司令官兼河南省保安副司令。9月，任河南省政府委員（省政府主席：張軫），12月兼任豫東行署主任。1949年4月，任第19兵團（司令：張軫）副司令兼第127軍軍長，迎击中国人民解放軍。5月張軫举行金口起义，投共，脱离中華民國政府，趙子立被任命为代理河南省政府主席，率部撤往重慶。
1949年12月25日，在四川巴中率河南省政府及127军官兵2万人宣布起义。后入南京军事学院高级研究班学习，一年后结业。1950年11月，被聘调到南京军事学院任教，担任军职以上将领、高级战术教学工作。
1953年、在镇压反革命运动中被逮捕，收监于河南省第一监狱。
1975年初，在人民大会堂得到中国共产党中央委员会、中华人民共和国国务院代表叶剑英元帅接见，并被宣布平反决定，明确了其爱国起义人员身份，恢复名誉，落实政策。
1978年，被选为中国人民政治协商会议第五届全国委员会委员，后被增选为常务委员。1983年，被选为中国人民政治协商会议第六届全国委员会委员，同年12月被选为民革第六届中央委员会委员。1984年6月当选黄埔军校同学会理事。
1988年，被选为中国人民政治协商会议第七届全国委员会委员，同年6月当选为北京市黄埔军校同学会副会长。1989年10月当选黄埔军校同学会副会长。
1992年2月1日，于北京病逝，享年84岁。